# Neil Rogers
Neil Rogers (22 de junio de 1953 – 17 de abril de 2024) fue un nadador australiano especialista en los estilos dorso, mariposa y libre.

## Carrera

### Juegos Olímpicos
Tuvo su primera aparición en los Juegos Olímpicos en la edición de Múnich 1972 donde en la prueba de 100 metros libre terminó en el lugar 32 entre 50 nadadores, en los 100 metros mariposa terminó en octavo lugar en la final, en el relevo 4 x 100 metros libre terminó eliminado en la clasificatoria al terminar en quinto lugar entre siete relevos, y en el relevo 4 x 100 metros combinado fueron eliminados en la ronda clasificatoria.
Su segunda aparición fue en Montreal 1976 en la que en los 100 metros libre terminó en lugar 27 entre 41 participantes, en los 100 metros mariposa volvió a llegar a la final donde repitió el octavo lugar, y en el relevo 4 x 100 metros combinado terminó en sexto lugar entre 8 equipos.

### Juegos de la Mancomunidad
Tuvo dos apariciones en los Juegos de la Mancomunidad, la primera de ellas fue en Edimburgo 1970 donde ganó medalla de plata en el relevo 4 x 100 metros combinado y medalla de bronce en 200 metros dorso; y en Christchurch 1974 ganó medalla de oro en los 100 metros mariposa y plata en los relevos libre y combinado.